# Tresana
Tresana – miejscowość i gmina we Włoszech, w regionie Toskania, w prowincji Massa-Carrara.
Według danych na rok 2004 gminę zamieszkiwało 2055 osób, 46,7 os./km².